# Arsi (province)
Pour les articles homonymes, voir Arsi.
« Amba Gugu », « Chilalo (awraja) » et « Ticho (awraja) » redirigent ici. Pour les autres significations, voir Chilalo et Ticho.
La province de l'Arsi (Ge'ez: አርሲ), ou Arussi, est une des anciennes provinces éthiopiennes dont la capitale était Assella. La province est située au centre du pays et au sud-sud-ouest d'Addis-Abeba. Elle correspond aujourd'hui aux zones Arsi et Mirab Arsi (Ouest Arsi) de la région Oromia.

## Géographie

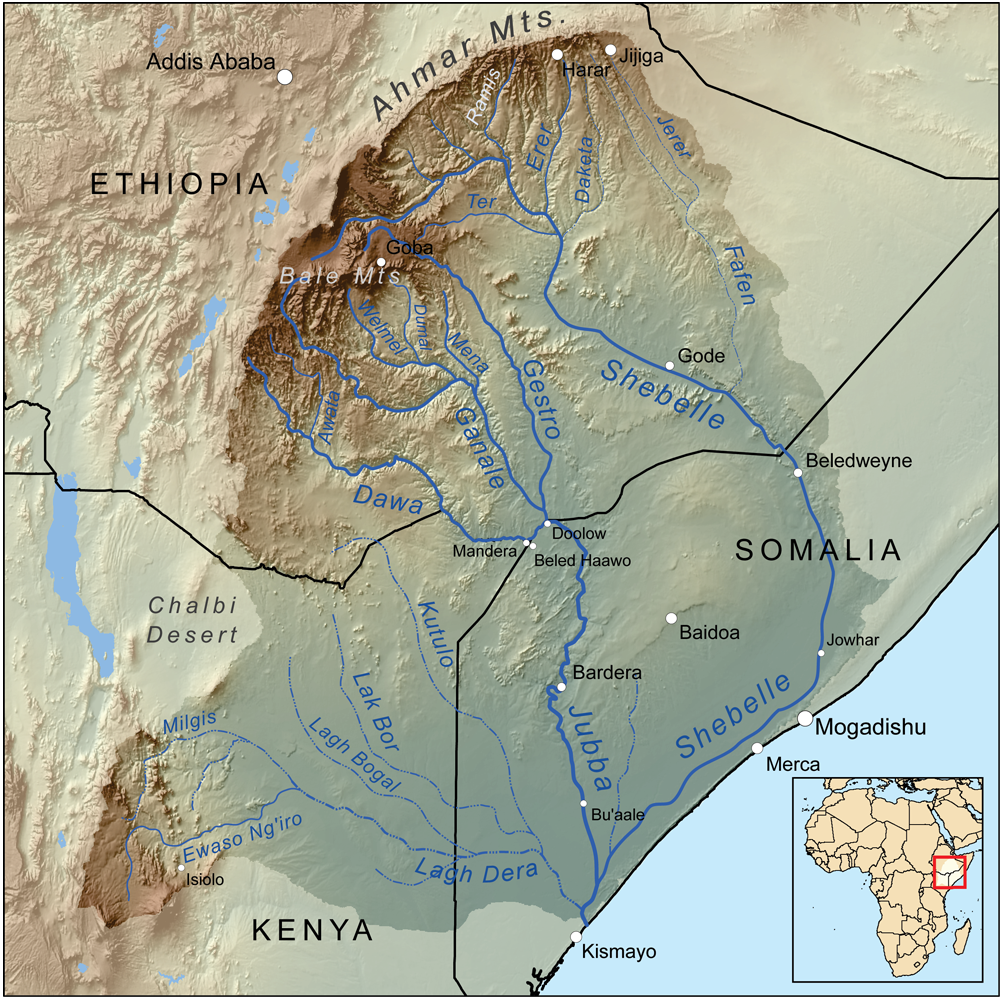
Reliefs entre la vallée du Grand Rift et le Shebelle.

L'Arsi est une région des hauts plateaux éthiopiens qui culmine au mont Chilalo et au mont Gugu (en). Ses reliefs forment le bord sud de la vallée du Grand Rift entre le massif du Balé et les monts Amhar (en).
La province est bordée au nord-ouest par la vallée du Grand Rift et ses lacs : notamment le lac Koka sur le cours de l'Awash ainsi que le lac Ziway.
Elle est bordée au sud par le cours amont du Shebelle (ou Chébéli).

## Histoire
L'Arsi était anciennement un territoire de l'émirat de Harar[réf. souhaitée].
La richesse de sa production agricole est probablement à l'origine de la conquête amhara, par Menelik II, de cette région essentiellement peuplée d'Oromos[réf. souhaitée].
La ville de Shashamané constituait un important carrefour commercial dans l'awraja Chilalo[Quand ?], entre les régions du Sud et la capitale éthiopienne.
Les limites de la province évoluent au cours du XXe siècle.
Dans l'ouest de l'Arsi, les villes de Negele Arsi et Shashamané, qui semblent faire partie de la province avant 1935, se rattachent par la suite à la province du Choa.
Dans le même temps, la limite orientale de la province, anciennement sur la rivière Ramis, se déplace vers l'ouest.[à vérifier]

## Awrajas
L'Arsi était subdivisé avant 1995 en trois awrajas.
| Awraja    | Capitale administrative | Zones actuelles     |
| --------- | ----------------------- | ------------------- |
| Amba Gugu | Tinsae Birhan           | - Arsi              |
| Chilalo   | Assella                 | - Arsi - Mirab Arsi |
| Ticho     | Robe                    | - Arsi              |